# اولرشدورف ایم بورگنلند
اولرشدورف ایم بورگنلند (به آلمانی: Ollersdorf im Burgenland) یک منطقهٔ مسکونی در اتریش است که در ناحیه گوسینگ واقع شده‌است. اولرشدورف ایم بورگنلند ۹۸۷ نفر جمعیت دارد.